# Exochus gravipes
Exochus gravipes là một loài tò vò trong họ Ichneumonidae.